# Kamińsk (województwo warmińsko-mazurskie)
Kamińsk (dawniej Stabławki, niem. Stablack-Süd) – osada w Polsce, położona w województwie warmińsko-mazurskim, w powiecie bartoszyckim, w gminie Górowo Iławeckie. W latach 1975–1998 miejscowość administracyjnie należała do województwa olsztyńskiego.

## Historia

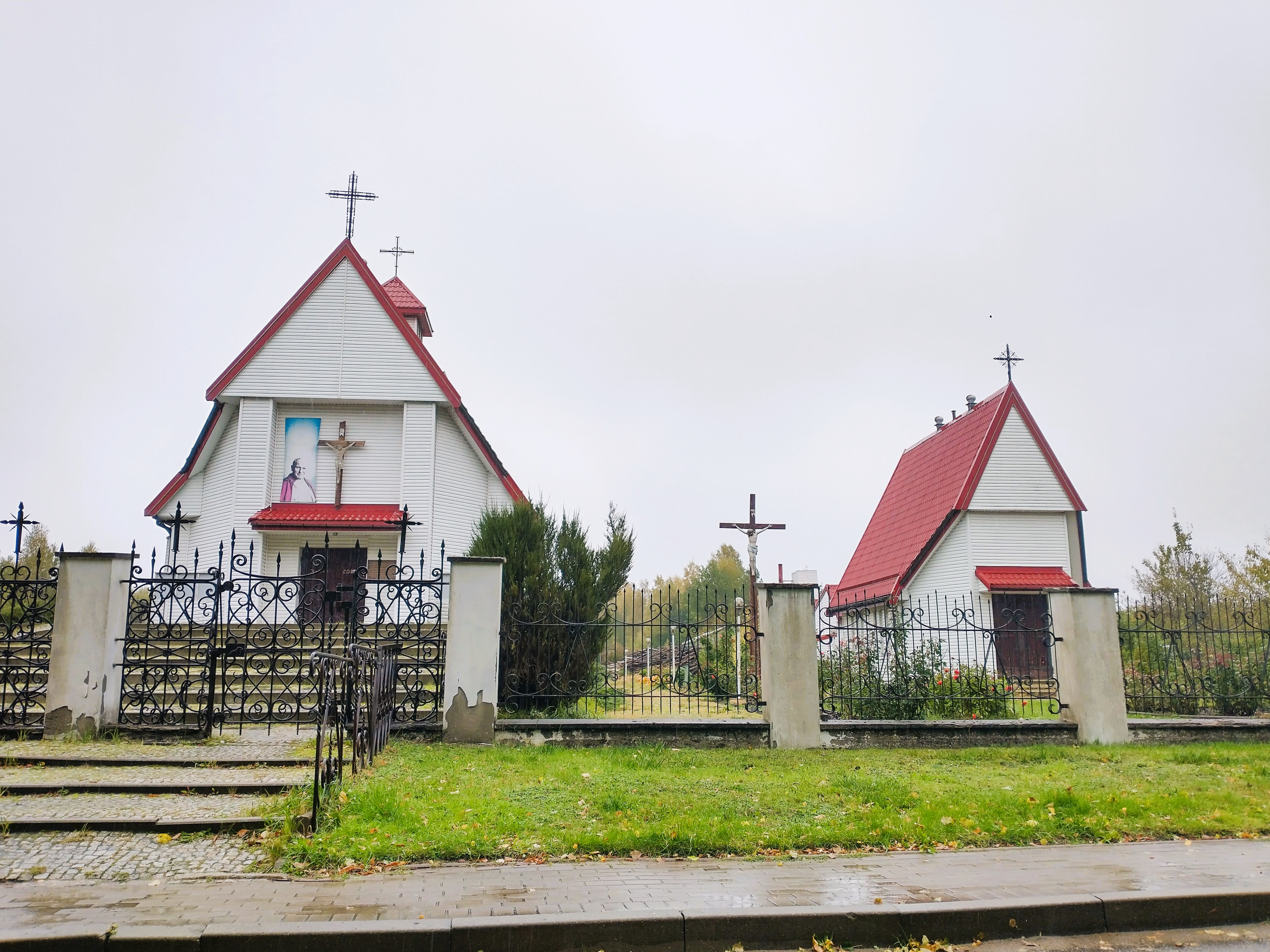
Kaplica

W 1934 rozpoczęto prace nad poligonem wojskowym w okolicach Kamińska. W 1937 powstał kompleks koszarowy Stablack-Süd (Kamińsk).
Nazwę Kamińsk utworzono po 1945 przez przetłumaczenie na język polski pierwotnej nazwy stabis (zobacz: Stabławki), oznaczającej kamień. Nazwy tej nie uwzględniał urzędowy spis miejscowości województwa olsztyńskiego z 1951 – była używana tylko lokalnie i nieoficjalnie. Ale już w czasie Narodowego Spisu Powszechnego z 1970 nazwy Kamińsk użyto dla osady, a Stabławkami nazwano pola położone wokół wsi. Dnia 5 listopada 1981 r. w Zakładzie Karnym w Kamińsku doszło do wybuchu jednego z najtragiczniejszych i największych buntów w historii polskiego więziennictwa okresu PRL.  W 1983 była to osada o zwartej zabudowie i z elektrycznym oświetleniem ulic. We wsi było 46 domów, które zamieszkiwało 1034 osoby. Istnieje tu zakład karny (Zakład Karny Kamińsk). Wieś miała kanalizację, wodociągi, pięcioizbową szkołę podstawowa z programem ośmioklasowym, przedszkole, bibliotekę, salę kinową na 100 osób, boisko sportowe, sklep spożywczy, sklep wielobranżowy, wytwórnie drutu.
W miejscowości istniała też Filialna SP im. Herkusa Monte (wcześniej oddzielna).

## Wspólnoty wyznaniowe
Na terenie zakładu karnego funkcjonuje kaplica prawosławna św. Barbary (należąca do parafii w Górowie Iławeckim). W zakładzie karnym działalność edukacyjno-oświatową prowadzą Świadkowie Jehowy (grupa na oddaleniu należąca do zboru Lidzbark Warmiński). 

## Sport
Istniała drużyna piłkarska GKS Zalew Kamińsk, która grała w "B" klasie.

## Galeria

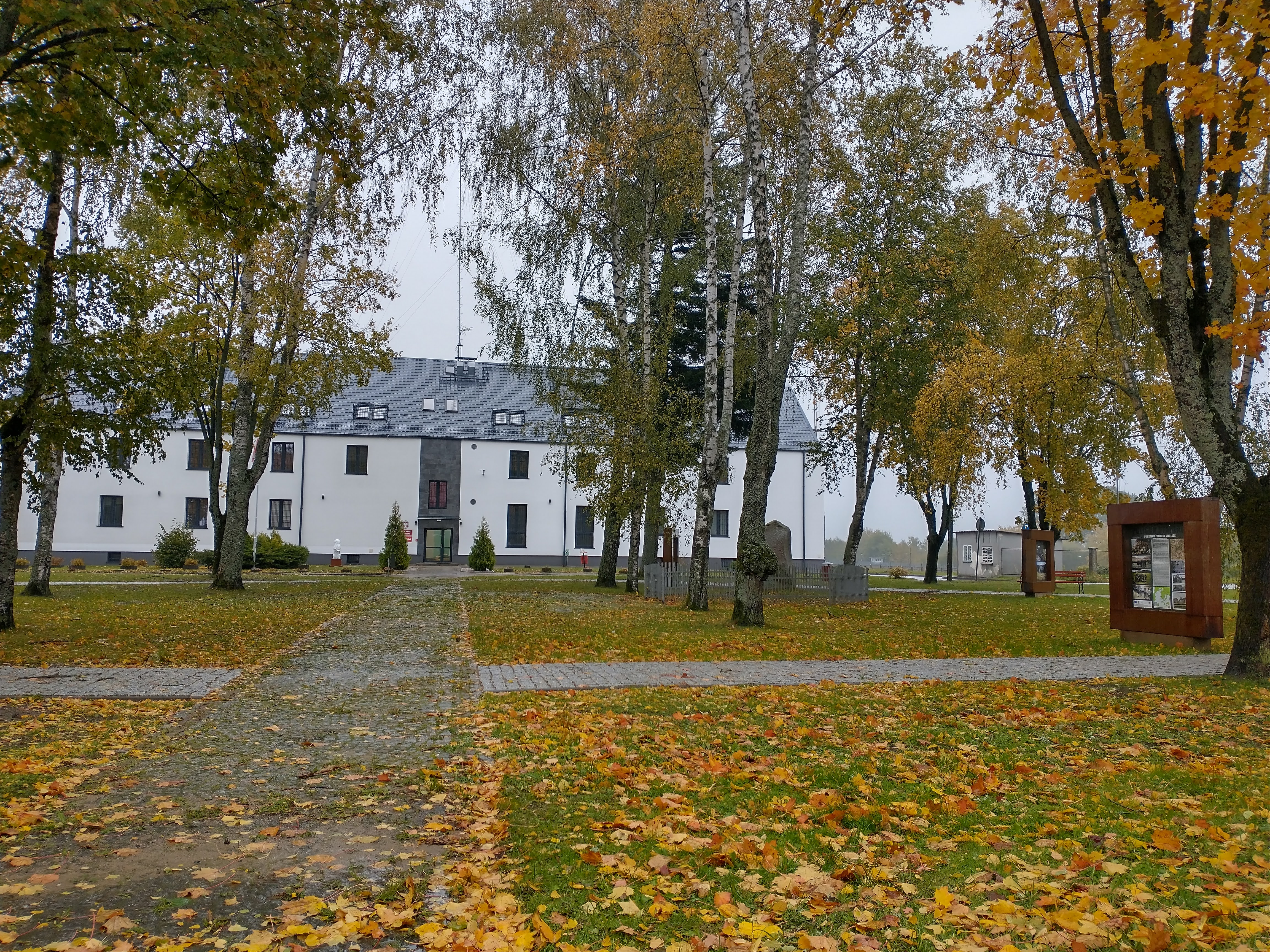
Zarząd zakładu karnego
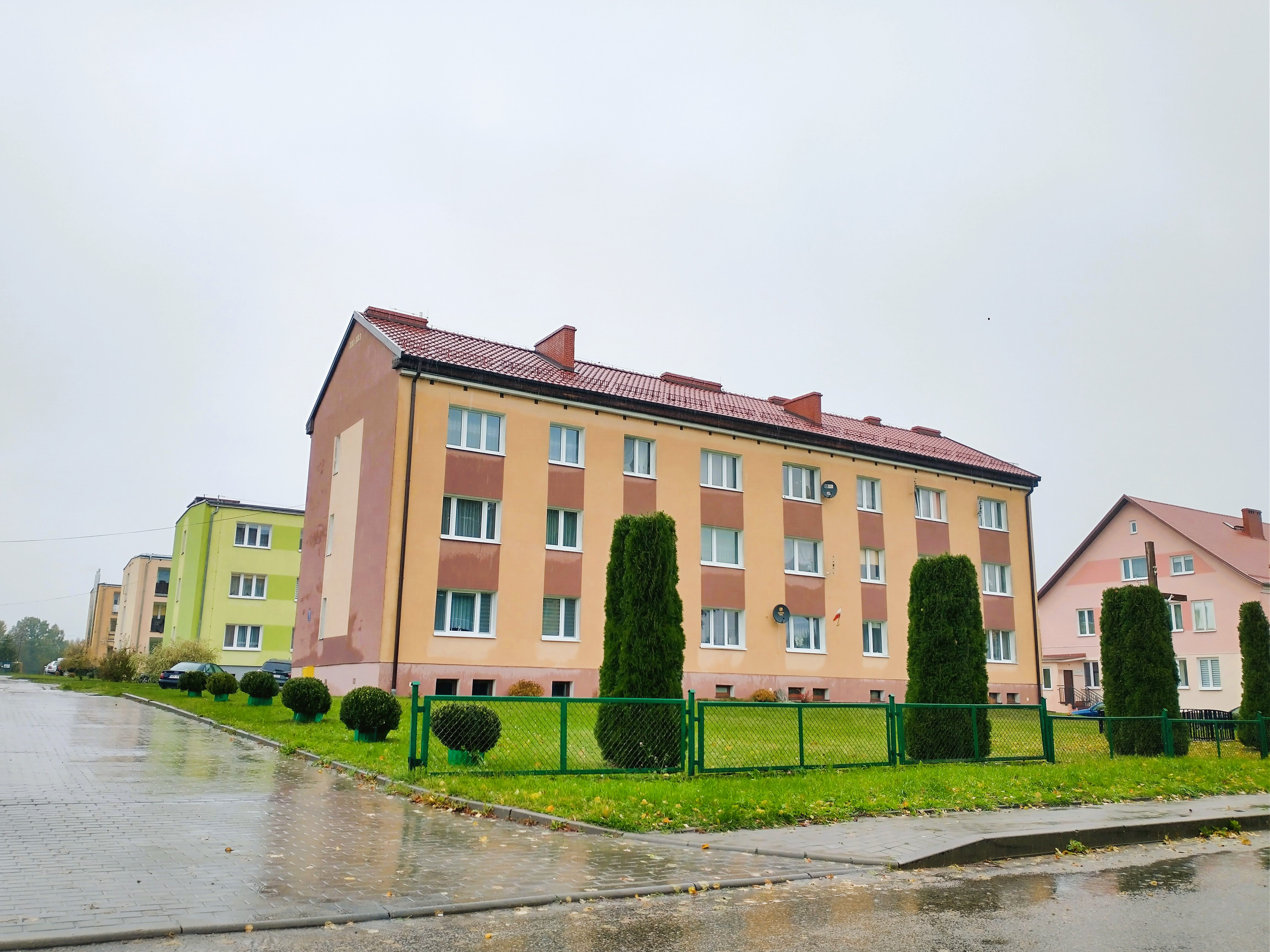
Osiedle mieszkaniowe